# Till Eulenspiegel

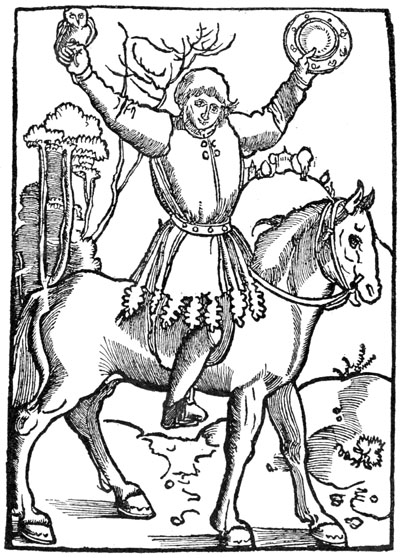
El trampós Till Eulenspiegel, representat amb mussol i mirall (Estrasburg edició de 1515)

Till Eulenspiegel (IPA: [tɪl ˈʔɔʏlənʃpiːgəl], Baix alemany: Dyl Ulenspegel IPA: [dɪl ˈʔuːlnˌspɛɪgl̩]) és una figura tramposa i impudent originària del folklore del baix alemany mitjà (un dialecte predecessor del baix alemany).
Es va difondre a través d'edicions populars impreses que resumien la seva cursa picaresca, principalment a Alemanya, als Països Baixos i a França. S'hi recollien una sèrie d'episodis lleugerament connectats entre si. Va entrar en la cultura de parla anglesa cap a la darreria segle xix.

## El Till baix alemany: origen i tradició
Avui en dia es considera Till Eulenspiegel com una figura completament imaginària al voltant del nom de la qual s'han reunit un conjunt de contes populars de l'edat mitjana. Ruth Michaelis-Jena observa el següent al respecte: «No obstant això, les figures llegendàries necessiten un rerefons definit per ser memorables i Till necessita la realitat del paisatge de Braunschweig i les ciutats reals a les que poder viatjar - Colònia, Rostock, Bremen i Marburg entre d'altres - i a burgesos que es converteixin en víctimes de les seves bromes.»
D'acord amb la tradició, va néixer a Kneitlingen, prop de Braunschweig, al voltant del 1300. Va viatjar a través del Sacre Imperi Romanogermànic, especialment pel nord d'Alemanya, però també pels Països Baixos, Bohèmia, i Itàlia. A la llegenda, se'l presenta com un trampós o un ximple que feia bromes als seus contemporanis, exposant en tot moment els vicis, l'avarícia i la bogeria, la hipocresia i estupidesa. L'eix del seu enginy en un gran nombre dels contes és en la seva interpretació literal del llenguatge figurat. Encara que els artesans són les principals víctimes de les seves bromes, ni la noblesa ni el Papa estan exempts de ser enganyats. Si bé és poc probable que estigui basat en una persona històrica, al segle xvi es deia que Eulenspiegel havia mort el 1350 a Mölln, prop de Lübeck, de pesta negra, segons una làpida atribueixen a ell, fet que havia observat Fynes Moryson en el seu itinerari del 1591. A la làpida hi figura un text escrit en baix alemany que diu: "No toqueu aquesta pedra, que quedi clar - Eulenspiegel està enterrat aquí".

## Versions impreses
Les dues primeres edicions impreses, als començaments de l'alt alemany, Ein kurtzweilig lesen von Dyl Ulenspiegel, són de Johannes Grüninger fetes a Estrasburg, el 1510-11 i el 1515. Malgrat les sovint repetides suggestions respecte al fet: que el nom Eulenspiegel va ser utilitzat en contes de murris i mentiders a la Baixa Saxònia des del 1400, Paul Oppenheimer conclou que «realment arriben a ser sorprenentment difícils de trobar referències anteriors a Till Eulenspiegel». Els jocs de paraules que no funcionen en l'alt alemany ens indiquen que el llibre va ser escrit en baix alemany i traduït després a l'alt alemany.

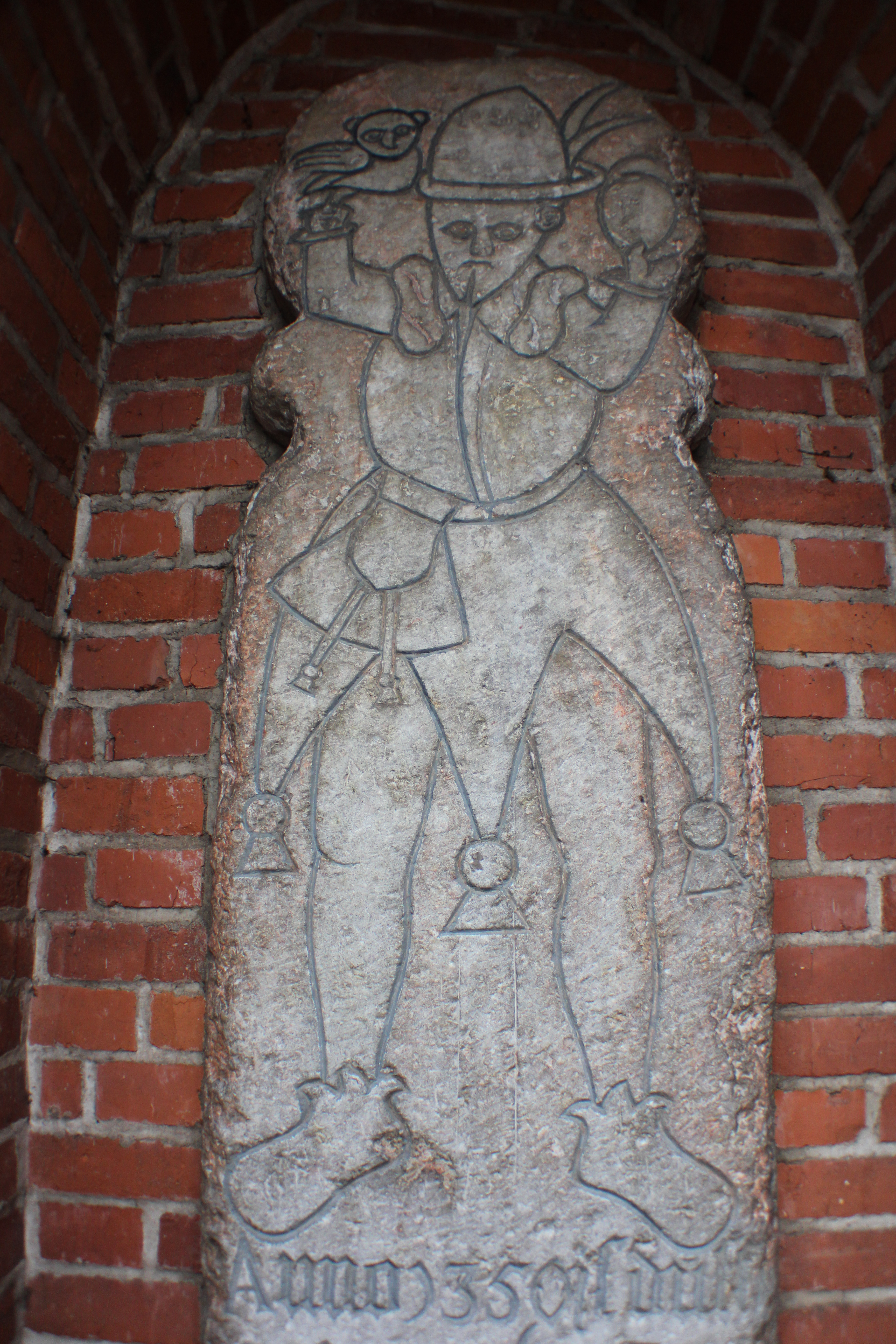
Till Eulenspiegel (Mölln)

La traducció literal del nom Eulenspiegel a l'alt alemany ha donat lloc a «mirall de mussol», dos símbols que identifiquen Till Eulenspiegel als gravats populars . Tanmateix, es creu que l'original en baix alemany és ul'n Spegel, que vol dir netejar-se el cul. Al segle xviii, escriptors alemanys van adaptar episodis com a sàtira social, i, al segle xix i principi del segle xx les versions dels contes es van censurar, per fer-los aptes per als nens, que s'havien convertit en la principal audiència, eliminant les moltes referències als excrements humans, a la vida del clergat i al sexe.

## El Tijl Uilenspiegel flamenc

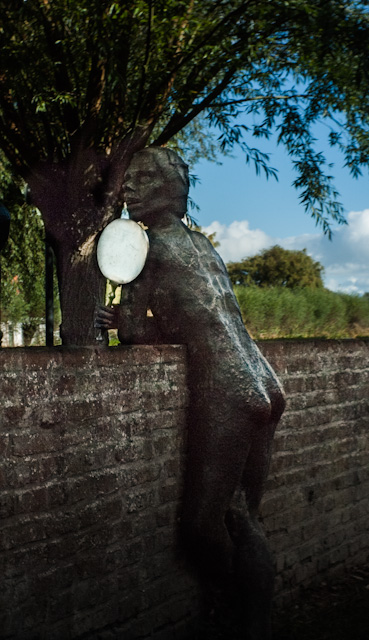
Monument de Tijl Uilenspiegel a Damme (Flandes)

L'escriptor belga Charles De Coster (1827-1879) va publicar el 1867 La Légende d'Ulenspiegel on transforma Tijl en un oposant picaresc al fanàtic rei d'Espanya Felip II al front de la Revolta dels Països Baixos. Hi afegeix el personatge secundari de Lamme Goedzak (‘Llambert Panxacontent’).
El Tijl de De Coster naix el 1527 a Damme. Es va inspirar en un estudi d'un advocat de Bruges, Joseph-Octave Delepierre i del llibre Het aerdig leven van Thÿl Ulenspiegel (‘La vida curiosa de Thÿl Ulenspiegel’). Delepierre pretenia que Uilenspiegel va néixer al poble de Knesselare, i que eren els alemanys que l'haurien canviat en Kneitlingen.

## Versions modernes
El llibre ha estat traduït, generalment en versions censurades, a moltes llengües. L'únic museu de Till Eulenspiegel està situat a la petita localitat de Schöppenstedt a la Baixa Saxònia, a Alemanya, el qual se suposa el seu lloc de naixement. La ciutat de Damme a Flandes reclama la paternitat de la versió belga de l'heroi i li ha dedicat un museu.